# موطن اللغة الهندية الأوروبية البدائية
كان موطن الهنود الأوروبيين البدائيين (أو موطن الهنود الأوروبيين) الموطن الأصلي قبل التاريخي للغات الهندية الأوروبية، أي المنطقة التي يُفترض أن التكلم باللغة الهندية الأوروبية البدائية (بّي آي إي)، وهي السلف المشترك لهذه اللغات، قد بدأ فيها. هاجر الناطقون باللغة من هذه المنطقة شرقًا وغربًا، وشكلوا المجتمعات البدائية لأفرع عائلة اللغة المختلفة.
أكثر الاقتراحات قبولًا حول موقع موطن الهنود الأوروبيين هي فرضية السَهب، والتي تقترح أن موطن بّي آي إي القديم، المبكر والمتأخر هو سهب البحر الأسود وبحر قزوين نحو عام 4000 ق.م. المنافس الأول هي فرضية الأناضول، التي تقترحه في الأناضول نحو عام 8000 ق.م. ثمة احتمالية ثالثة بارزة، اكتسبت اهتمامًا مُجددا بسبب أبحاث حمض نووي قديم أُجريت مؤخرًا، هي فرضية أرمينيا، والتي تضع موطن بّي آي إي القديم جنوب القوقاز. اقتُرحت عدة تفسيرات أخرى، بما فيها فرضية شمال أوروبا الباطلة لكنها كانت بارزة تاريخيًا، وفرضية التوليد النيوليثي، ونظرية التتابع الباليوليثي، ونظرية القطب الشمالي، وفرضية «الآريين الأصليين» ( أو «خارج الهند»). لا تلقى هذه النظريات قبولًا واسعًا، أو تُعتبر نظريات هامشية.
بدأ البحث عن موطن الهنود الأصليين في أواخر القرن الثامن عشر مع إعادة اكتشاف عائلة اللغة الهندية الأوروبية. استُمدت الطرق المستخدمة لتحديد الموطن من قواعد اللغويات التاريخية، وعلم الآثار، وعلم الإنسان الحيوي، وبصورة أحدث، من اختلافات الجينات البشرية.

## الفرضيات

### النظريات الأساسية
نموذج السهب، والأناضول، والشرق الأدنى (أرمينيا)، هي الحلول الثلاثة الرائدة بالنسبة لموطن الهنود الأوروبيين. نموذج السهب، الذي يعتبر موطن الهنود الأوروبيين البدائيين (بّي آي إي) في سهب البحر الأسود وبحر قزوين نحو عام 4000 ق.م، هو النظرية التي يدعمها معظم الباحثين.
وفق عالم اللغويات آلان آر. بومهارد (2019)، فرضية السهب التي اقترحها عالما الآثار ماريا جيمبوتاس وديفيد دبليو. أنثوني، «ليست مدعومة بالدليل اللغوي فقط، بل بجسم متنامٍ من الأدلة الآثارية والجينية أيضًا. قُرن الهنود الأوروبيون بعدة تجمعات حضارية وُجدت في تلك المنطقة بين عامي 4,500 و3,500 ق.م. الدليل الأدبي الذي يدعم هذا الموطن شامل وقاطع على حد سواء [...]. ونتيجة لذلك، تُركت في الغالب بقية السيناريوهات المتعلقة بموطن الهنود الأوروبيين، مثل فرضية الأناضول». رغم أن بعض القضايا الأساسية مثل الطريقة التي صارت فيها اللغات الإغريقية البدائية، والأرمنية البدائية، والألبانية البدائية والأناضولية البدائية محكيةً في مواطنها المشهودة ما زالت موضع جدلٍ في نموذج السهب.
تضع نظرية الأناضول التي اقترحها عالم الآثار كولين رينفرو موطن الهنود الأوروبيين الأسبق في الأناضول نحو عام 8000، وموطن الهنود الأوروبيين الأصلي في البلقان نحو العام 5000 ق.م، مع وجود أمواج من التوسعات اللغوية تلَت تطور الزراعة في أوروبا. رغم أنها جذبت اهتمامًا ونقاشًا كبيرين، لكن التواريخ التي تقترحها على طرفي نقيض مع الإطار الزمني اللغوي للهندية الأوروبية البدائية ومع البيانات الجينية، التي لا تجد دليلًا على أصول أناضولية في تجميعة الجينات الهندية. على العموم، يمكن تفسير الأهمية المتعلقة بلغة أو لهجة معينة وهيمنتها المتقدمة على غيرها بوصول متحدثيها إلى موارد طبيعية غير معروفة أو غير مكتشفة قبل ذاك الحين، ما اعتُقد أنه الزراعة الرعوية القائمة على الخيول بالنسبة للناطقين بالهندية الأوروبية بدلًا عن زراعة المحاصيل.
ثمة احتمال ثالث بارز، اكتسب اهتمامًا مُجددا منذ العقد الثاني من القرن الحادي والعشرين، هو «نموذج الشرق الأدنى»، ويعرف أيضًا باسم فرضية أرمينيا. اقترحه عالما اللغويات تاماز في. غامكيرليدز وفياتشيسلاف إيفانوف في مطلع ثمانينيات القرن العشرين، وتفترض وجود اتصالات بين اللغات الهندية الأوروبية والقوقازية بناء على نظرية الغوتالية المتنازع عليها ومتصلة بالاكتشافات الآثارية التي اكتشفها غورغورييف. قادت بعض أبحاث الحمض النووي الحديثة إلى اقتراحات مُجددة بوجود موطن قوقازي أو إيراني لـ «الهندية الأوربية البدائية الأولى» (سُميت أيضًا «بالهندية الأناضولية» أو «الهندية الحثية» في الأدب)، هي السلف المشترك لكلا اللغات الأناضولية والهندية الأوروبية البدائية (والتي انشقت عنها التخارية وبقية الأفرع المبكرة)، رغم أن هذه الاقتراحات تنكرها بعض الأبحاث الجينية واللغوية الحديثة الأخرى والتي تحدد موضع أصل سلف الهندية الأوربية البدائية في السهب الأوروبي/ الأوراسي الشرقي بدلًا عن ذلك أو من تهجين كل من لغة السهب واللغة القوقازية.

### نظريات غاربة
اقتُرح عدد من النظريات الأخرى، معظمها قليلة التداول أو معدومته في الأوساط الأكاديمية (إنظر النقاش أدناه):
- المذاهب القومية الحديثة:
- الآريين الأصليين، الذي يقترح أن الموطن يقع في شبه القارة الهندية في الألفية السادسة ق.م، ويؤيدها القوميون الهندوس.
- نظرية القطب الشمالي، والتي تقترح أصلًا في الألفية السادسة ق.م أو بعدها في أوروبا الشمالية، وفقًا لنماذج لوثار كيليان، وخصيصًا ماريك زفيليبي عن موطن أوسع،[33] والتي يؤيدها الأوروبيون والقوميون الإثنيون البيض.
- نظرية التتابع الباليوليثي، وتفترض الأصل في العصر الحجري القديم العلوي.
- نظرية نيكولاي تروبيتزكوي عن أصل في منطقة تقارب لغوي لسمات اللغة الهندية الأوروبية.

## اعتبارات نظرية
تقليديًا، تُقترح مواطن العائلات اللغوية بناءً على دليل من اللغويات المقارنة يرافقه دليل مأخوذ من علم الآثار عن تعداد السكان التاريخي والهجرات. اليوم، صار استخدام الجينات المأخوذة من عينات حمض نووي مستخدمًا بتزايد في دراسة تحركات السكان القديمة.

### مُفردات مُعاد بناؤها
يمكن عبر اللغويات المقارنة إعادة بناء المفردات الموجودة في اللغة البدائية، وبهذه الطريقة يمكن تحقيق معرفة السياق الثقافي، والتقني، والبيئي الذي قطنه الناطقون. ثم يمكن مقارنة سياقات كهذه بالدليل الآثاري. تتضمن هذه المفردات، في حالة البّي آي إي (المتأخرة)، والمبنية على اللغات الهندية الأوروبية ما بعد الأناضولية وما بعد التخارية:
- الزراعة الرعوية: بما فيها تدجين الماشية والخيول والكلاب.[34]
- الزراعة وزراعة الحبوب، بما فيها التقنيات التي يشيع نسبها إلى المجتمعات الزراعية النيوليثية المتأخرة، مثل المحراث [35]
- مناخ ذا ثلج شتوي.[36]
- النقل عبر الماء أو فوقه.[34]
- العجلة الصلبة المستخدمة في العربات،[34] لكن لم تكن العجلات الحربية ذات القضبات قد استُخدمت بعد.[37]

يقول زولت سيمون إنه، رغم كونه مفيدًا لتحديد الفترة التي كانت اللغات الهندية الأوروبية البدائية محكية فيها، لكن استخدام المفردات المُعاد بناؤها لتحديد الموطن قد يكون معيوبًا، كوننا لا نعرف ما إذا كان الناطقون بالهندية الأوروبية البدائية قد عرفوا مفهومًا معينًا لأنه كان جزءًا من بيئتهم أم لأنهم سمعوا به من شعوب أخرى تفاعلوا معها.